# Odonaspis galapagoensis
Odonaspis galapagoensis är en insektsart som beskrevs av Ben-dov 1988. Odonaspis galapagoensis ingår i släktet Odonaspis och familjen pansarsköldlöss.
Artens utbredningsområde är Ecuador. Inga underarter finns listade i Catalogue of Life.